# Tuban
Tuban – miasto w Indonezji na Jawie nad morzem Jawajskim w prowincji Jawa Wschodnia; 78 tys. mieszkańców (2006).
Ośrodek handlowy regionu rolniczego (uprawa ryżu, kukurydzy, tytoniu, trzciny cukrowej, palmy kokosowej); przemysł spożywczy, tytoniowy, drzewny; rybołówstwo; port morski.
Dawniej znany ośrodek przemytu opium.
Z Tuban pochodzi Maria Kristin Yulianti, indonezyjska badmintonistka.